# Andornaktálya
Andornaktálya község Heves vármegyében, az Egri járásban.

## Fekvése
A Bükk-vidék Alföldbe simuló legdélibb nyúlványai között, az Egri-Bükkalja délnyugati szélén, az Eger-patak völgyében fekszik, a megyeszékhely Eger déli szomszédjában, azzal szinte teljesen egybeépülve. Településszerkezete szerint dombvidéki sorfalu; csaknem 5 kilométer hosszú.

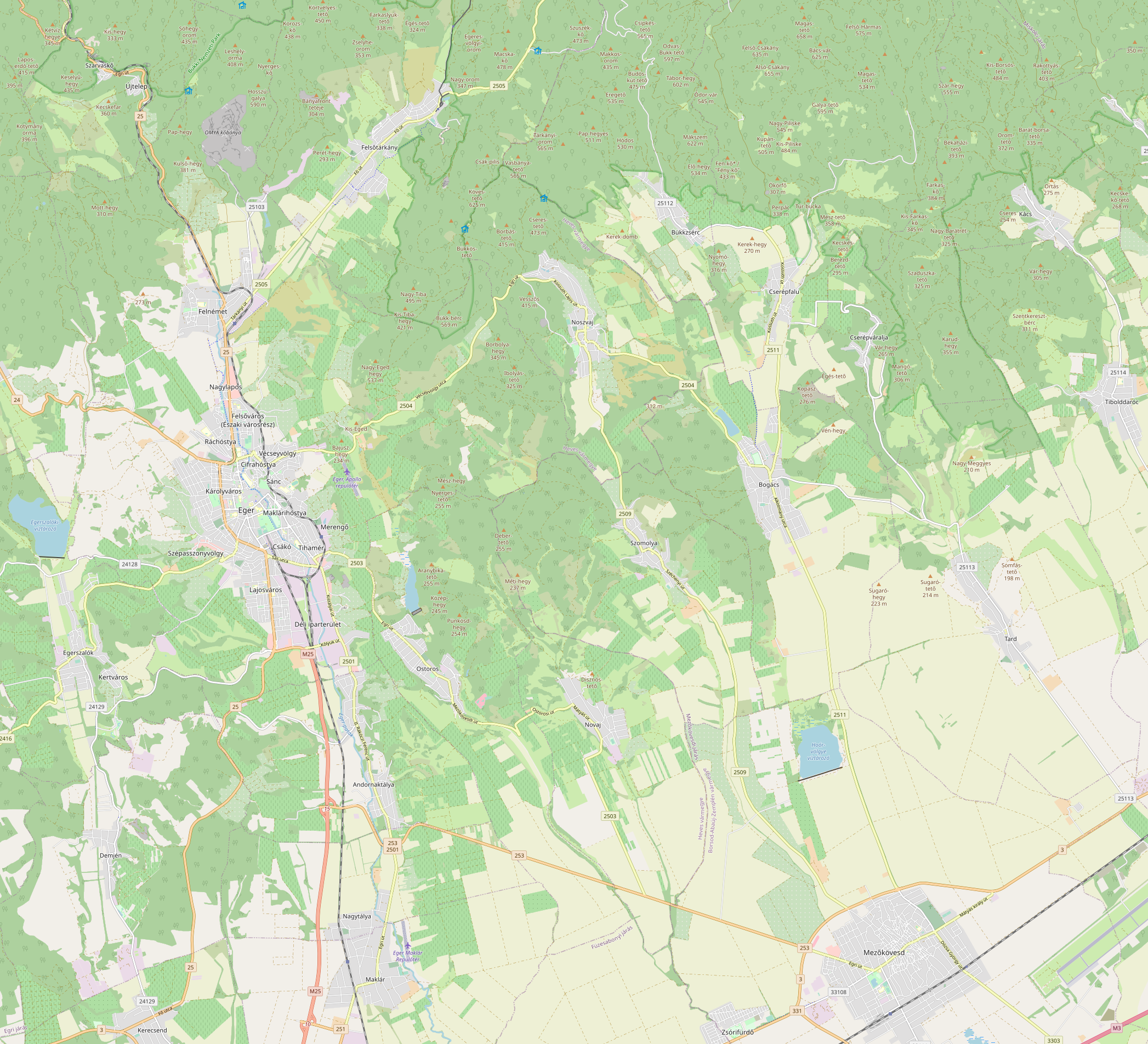
A község Eger környékének térképén

A további szomszédos települések: északkelet felől Ostoros, dél felől Nagytálya, nyugat felől Demjén, északnyugat felől pedig Egerszalók.

### Megközelítése
Legfontosabb közúti megközelítési útvonala a 2501-es út, mely végighúzódik a teljes belterületén, ezen érhető el Eger és déli szomszédai felől is. Nyugati külterületeit érinti a 25-ös főút és az M25-ös autóút, valamint a 253-as főút is.
A község nyugati szélén húzódik a Füzesabony–Putnok-vasútvonal, amelyen már csak a kistályai részen található Andornaktálya megállóhely működik, az andornaki Andornaktálya alsó megállóhely nem.

## Nevének eredete
A nevében lévő „Andornak” régi magyar személynévből, a „tálya” pedig a francia „taille” (vágás, irtás) szóból ered, s arra utalhat, hogy a  vallonok, akik a 11. században Liège környékéről érkeztek Magyarországra, és Eger környékén meghonosították a szőlőművelést, szőlőtelepítés előtt kiirtották a domboldalak növényzetét. (Hasonló a zempléni Tállya nevének magyarázata is.)

## Története
Kistálya nevének első fennmaradt írásos említése 1382-ből való. Az egri prépost birtoka volt egészen a 20. századig.
1552-ben, Eger első ostromakor a falvak lakossága a környező riolittufába vájt barlanglakásokban rejtőzött el. A települések később kihaltak, majd újra benépesültek (Andornak 1564-ben, Kistálya 1690 körül). A barlanglakások később a Rákóczi-szabadságharc idején is menedéket biztosítottak a lakóknak.
Az egykori Andornak községben írta meg Petőfi Sándor 1844 februárjában „Eger mellett” című költeményét, amikor Eger felé utaztában megállt a helységben.
1916-ban Andornakon halt meg Mocsáry Lajos haladó demokrata politikus.
Andornaktálya 1939 szeptember 27-én jött létre Andornak és Kistálya egyesülésével. 1945-ig Borsod vármegye Mezőkövesdi járásához tartozott.
A település az egri borvidéken helyezkedik el, ezért lakosai hagyományosan mezőgazdasággal és bortermeléssel foglalkoznak. Napjainkban Andornaktálya az egri agglomeráció részeként egyre inkább kertvárossá válik, ahonnan a lakók jelentős része a megyeszékhelyre jár dolgozni.

## Közélete

### Polgármesterei
- 1990–1994: Balogh László (független)[6]
- 1994–1998: Balogh László (SZDSZ)[7]
- 1998–2002: Daru Sándor (független)[8]
- 2002–2006: Daru Sándor (független)[9]
- 2006–2010: Daru Sándor (független)[10]
- 2010–2014: Vámosi László (Fidesz-KDNP)[11]
- 2014–2019: Vámosi László (Fidesz-KDNP)[12]
- 2019–2024: Barczi Zsolt (független)[13]
- 2024– : Debreceni Róbert (független)[1]

## Népesség
A település népességének alakulása:
| Lakosok száma | 2713 | 2653 | 2604 | 2643 | 2641 | 2645 | 2603 |
|               | 2013 | 2014 | 2015 | 2021 | 2022 | 2023 | 2024 |

2001-ben a település lakosságának 99%-a magyar, 1%-a szlovák nemzetiségűnek vallotta magát.
A 2011-es népszámlálás során a lakosok 83,8%-a magyarnak, 1,1% németnek mondta magát (16,2% nem nyilatkozott; a kettős identitások miatt a végösszeg nagyobb lehet 100%-nál). A vallási megoszlás a következő volt: római katolikus 49,8%, református 4,8%, görögkatolikus 0,2%, felekezeten kívüli 21,7% (22,3% nem nyilatkozott).
2022-ben a lakosság 92,5%-a vallotta magát magyarnak, 0,3% németnek, 0,2% cigánynak, 0,1-0,1% ukránnak és lengyelnek, 3,2% egyéb, nem hazai nemzetiségűnek (7,3% nem nyilatkozott; a kettős identitások miatt a végösszeg nagyobb lehet 100%-nál). Vallásuk szerint 39,2% volt római katolikus, 5,5% református, 0,5% görög katolikus, 0,1% evangélikus, 1,2% egyéb keresztény, 1,1% egyéb katolikus, 15,5% felekezeten kívüli (36,8% nem válaszolt).

## Nevezetességei
- Mocsáry-kastély: klasszicista stílusú, Marco Casagrande tervei alapján épült, jelenleg fogyatékosok rehabilitációs otthona.
- Kerti gloriett: nyolc toszkán oszlopon gyűrűs kőpárkány, fölötte félgömb alakú kupola látható.
- Római katolikus templom: a korábban összedőlt templom helyén épült 1767 és 1779 között; Sarlós Boldogasszony tiszteletére van felszentelve; késő barokk stílusú.
- Sárga Zsidó kocsma: a jelenlegi Rákóczi u. 255. szám alatt állt;[17] de már lebontották. Petőfi ebben a kocsmában írta Eger mellett című versét.
- Pincerendszer és barlanglakások: a legenda szerint egészen Miskolcig el lehetett menni bennük.

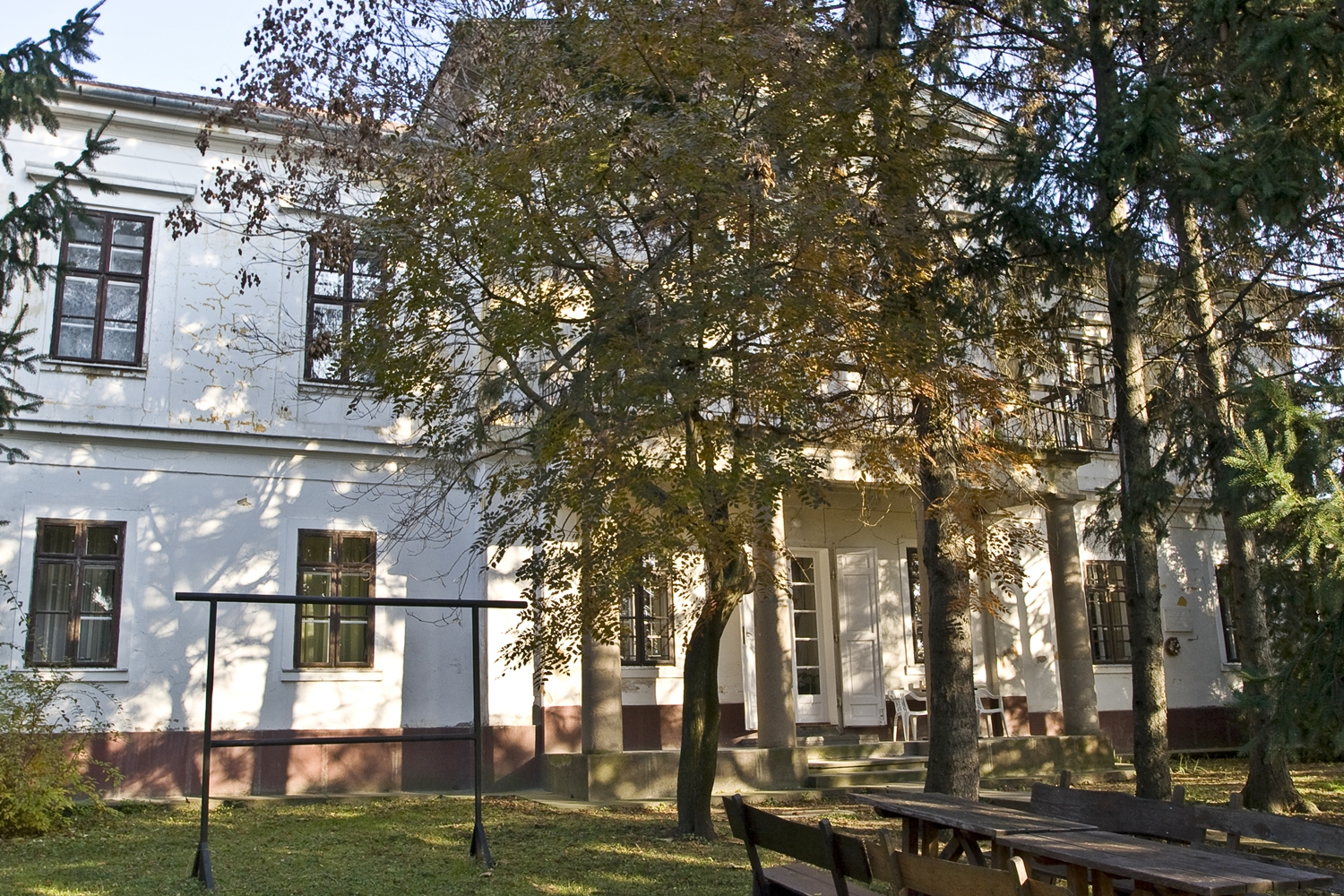
A kúria főhomlokzata
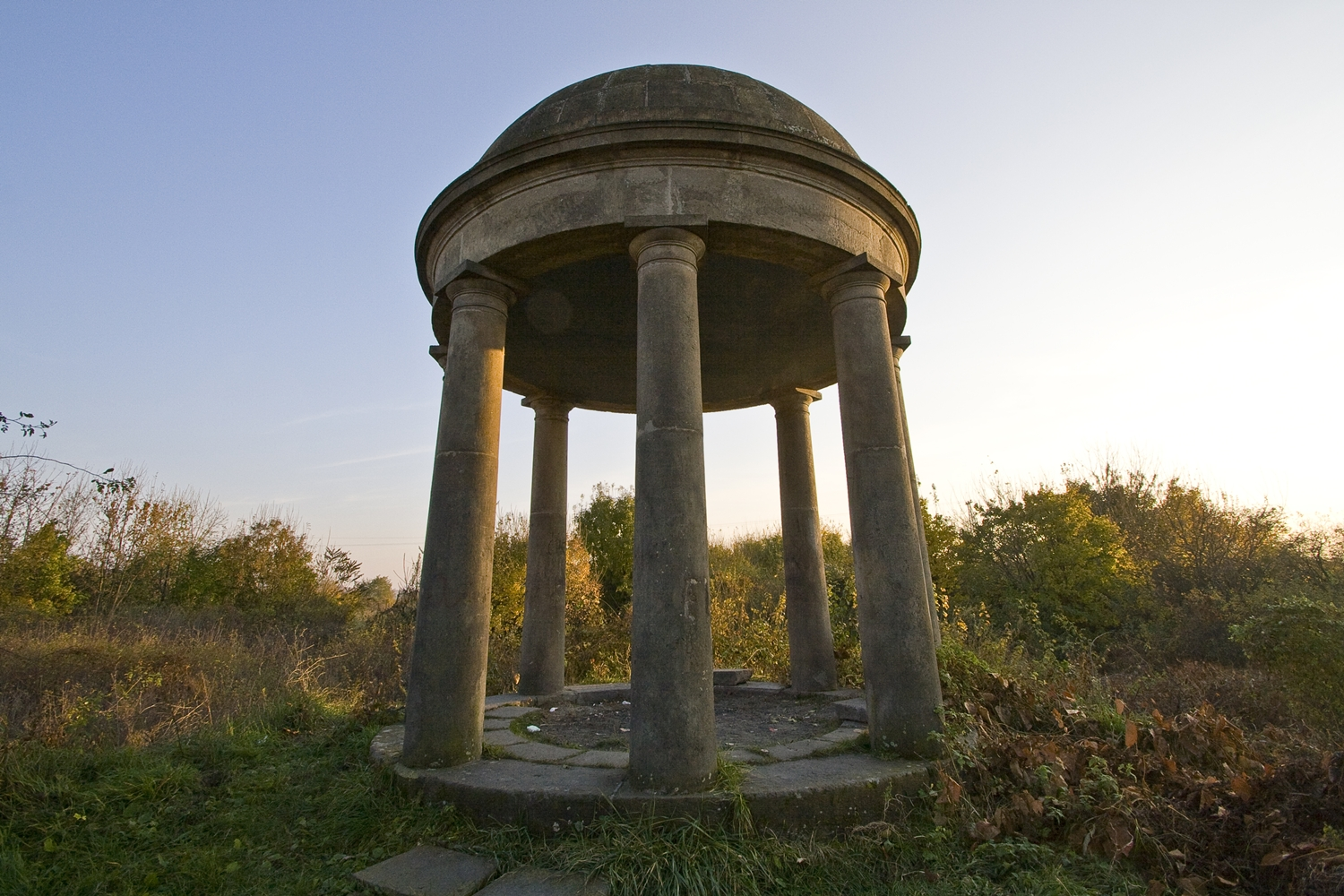
Az egykori Mocsáry-birtok gloriettje
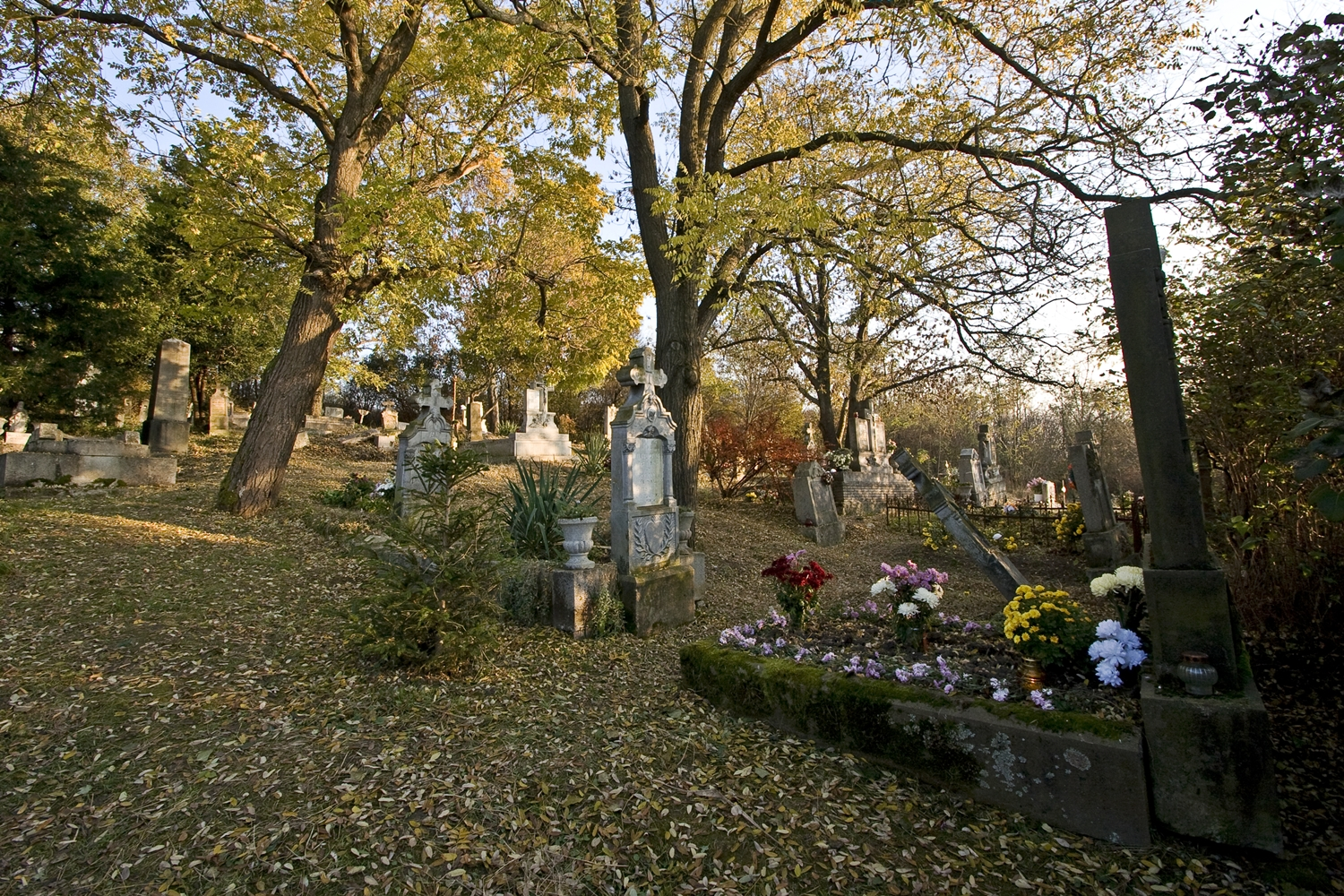
A régi temető
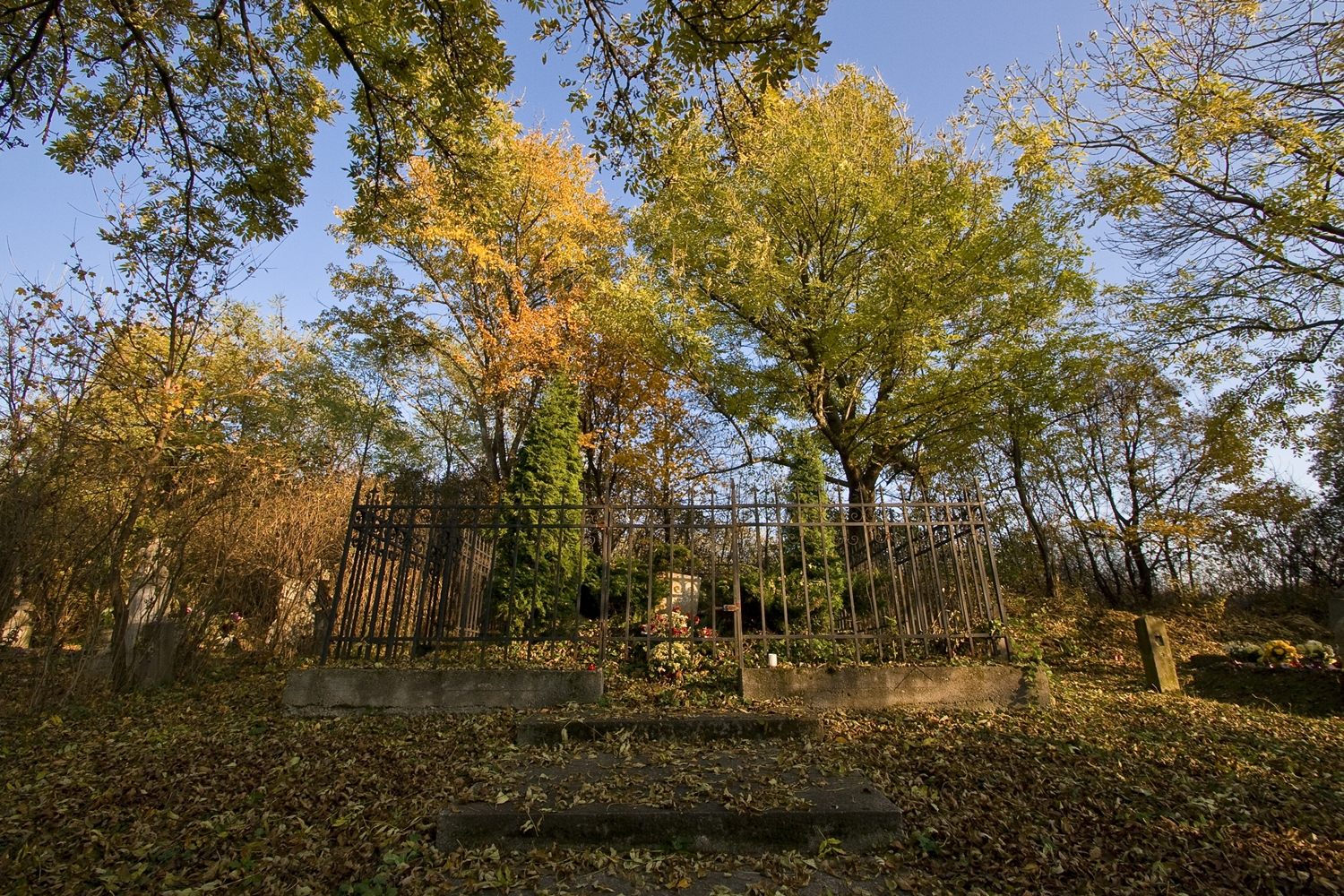
A Mocsáry-sírbolt az andornaktályai régi temetőben